# SMOG (indice de lisibilité)
Le score SMOG est un indice de lisibilité qui évalue le niveau scolaire nécessaire pour comprendre un texte. SMOG est un acronyme pour « Simple Measure Of Gobbledygook » (simple mesure du charabia).
Le SMOG est notamment largement utilisé pour évaluer la complexité de lecture de documents du domaine de la santé,. Le score SMOG donne une corrélation de 0,985 sur une erreur standard de 1,5159 « années scolaires » avec le niveau scolaire des lecteurs ayant une compréhension de 100% du texte de test.
La formule de calcul du SMOG a été développée par G.Harry McLaughlin comme un substitut plus précis et plus facile à calculer que l'indice de lisibilité de Gunning et publiée en 1969. Pour rendre le calcul de la lisibilité d'un texte aussi simple que possible, une formule approximative a également été donnée - compter les mots de trois syllabes ou plus dans trois échantillons de 10 phrases, estimer la racine carrée du décompte (à partir du carré parfait le plus proche) et ajouter 3.
Une étude de 2010 publiée dans le Journal of the Royal College of Physicians of Edinburgh a déclaré que «le SMOG devrait être la mesure de lisibilité privilégiée lors de l'évaluation du matériel de santé destiné aux consommateurs. L'étude a révélé que «la formule Flesch-Kincaid sous-estimait considérablement la difficulté de lecture par rapport à la formule SMOG standard».
L'efficacité du SMOG sur d'autres langues que l'anglais n'a pas été vérifié statistiquement.

## Formules
Pour calculer le score SMOG
1. Comptez un certain nombre de phrases (au moins 30)
2. Dans ces phrases, comptez les polysyllabes (mots de 3 syllabes ou plus).
3. Calculer avec

{\displaystyle {\mbox{score}}=1.0430{\sqrt {{\mbox{nombre de polysyllables}}\times {30 \over {\mbox{nombre de phrases}}}}}+3.1291}

Cette version (parfois appelée Index SMOG) est plus facile à calculer mentalement:
1. Comptez le nombre de mots polysyllabiques dans trois échantillons de dix phrases chacun.
2. Prendre la racine carrée du carré parfait le plus proche
3. Ajouter 3